# Бриссаго-Вальтравалья
Бриссаго-Вальтравалья, Бриссаґо-Вальтравалья (італ. Brissago-Valtravaglia) — муніципалітет в Італії, у регіоні Ломбардія, провінція Варезе.
Бриссаго-Вальтравалья розташоване на відстані близько 540 км на північний захід від Рима, 65 км на північний захід від Мілана, 16 км на північний захід від Варезе.
Населення — 1281 особа (2014).

## Демографія
Населення за роками:

Станом на 1 січня 2023 року в муніципалітеті офіційно проживало 77 іноземців з 18 країн, серед них 16 громадян країн Євросоюзу та 5 громадян України.

## Сусідні муніципалітети
- Бреццо-ді-Бедеро
- Дуно
- Джерміньяга
- Луїно
- Мезенцана
- Монтегрино-Вальтравалья
- Порто-Вальтравалья